# Vargjet e Skënderbeut
Vargjet e Skënderbeut är en bergskedja i Albanien. Den ligger i den norra delen av landet, 30 km norr om huvudstaden Tirana.
Trakten runt Vargjet e Skënderbeut består till största delen av jordbruksmark.  Runt Vargjet e Skënderbeut är det ganska tätbefolkat, med 160 invånare per kvadratkilometer.